# Kiplingcotes
Kiplingcotes – osada w Anglii, w hrabstwie East Riding of Yorkshire. Leży 25 km na północny zachód od miasta Hull i 268 km na północ od Londynu.